# Cristo de la Reconciliación (Candelaria)
El Santísimo Cristo de la Reconciliación es una imagen de Jesucristo crucificado de gran calidad artística, hecha en madera policromada por el escultor sevillano Ricardo Rivera Martínez en 1936. Preside la capilla que lleva su nombre en la Basílica de Nuestra Señora de la Candelaria, situada en el municipio homónimo, en la isla de Tenerife (Islas Canarias, España). 

## Características
Según los expertos en arte, es uno de los Cristos crucificados con más realismo de España, dado el grado de dolor que refleja su cara y su increíble calidad artística. Es además, considerado como uno de los mayores tesoros artísticos de la Basílica de Candelaria. La imagen es de los llamados "Cristos sindónicos" es decir, aquellos que se basan parcial o totalmente en la Sábana Santa de Turín (Italia). En el Cristo de la Reconciliación este hecho queda patente sobre todo en la colocación de los clavos en las muñecas de las manos en vez de en las palmas de la misma. 
Es una imagen única de Cristo en Canarias, ya que sigue el más puro estilo andaluz y representa a Cristo aún vivo retorciéndose en una cruz cilíndrica en forma de tronco de árbol. A pesar del grado de dolor que refleja la obra, de sus heridas apenas manan unas pequeñas hileras de sangre y unas magulladuras en sus hombros. Sus músculos y venas están bien marcados, por lo que el Cristo es asimismo considerado como una obra maestra de anatomía.

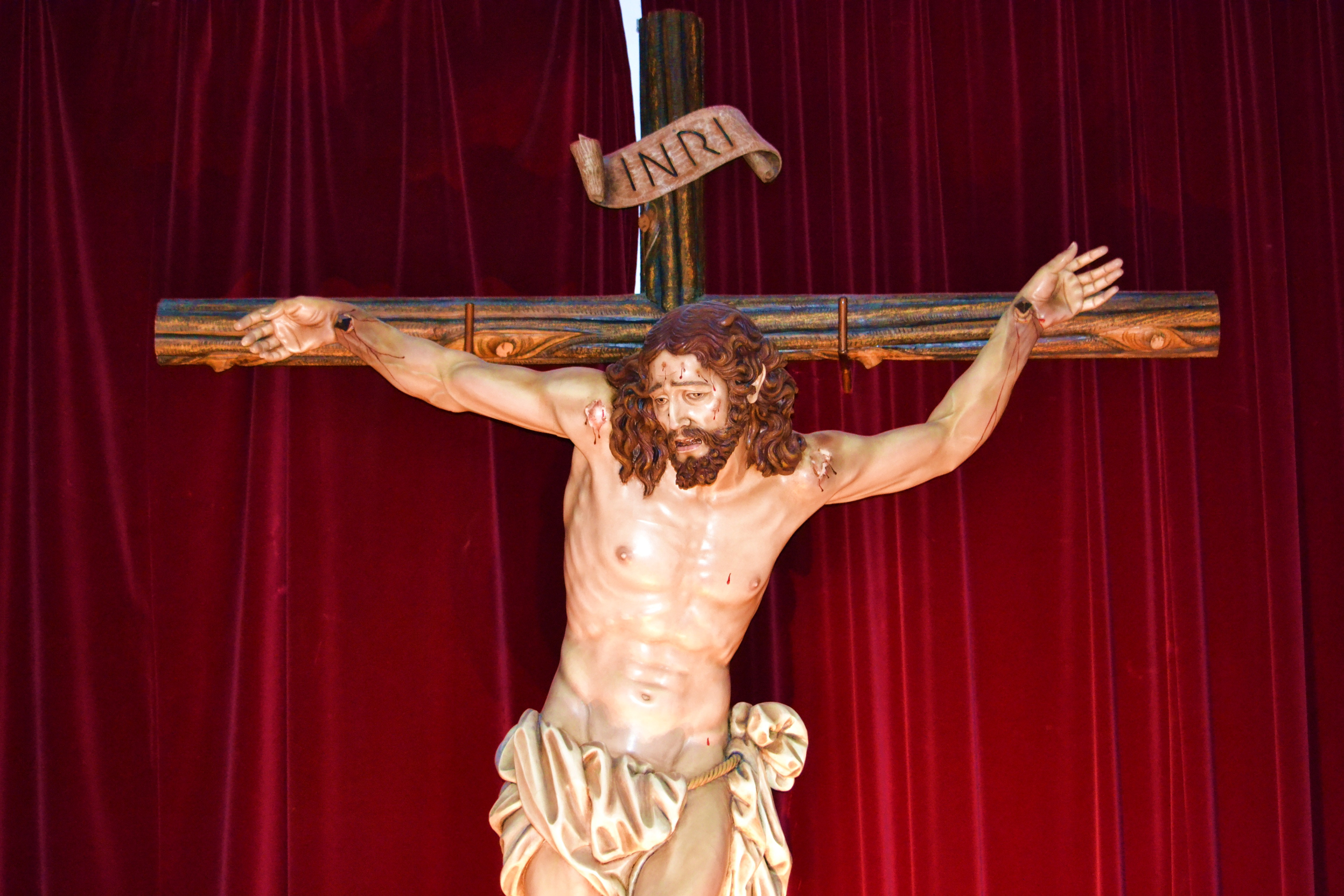
Venerada imagen del Cristo

La espectacular talla se encuentra en la capilla del Santísimo Cristo de la Reconciliación, bendecida el 19 de abril de 1996 y que es la capilla penitencial de la Basílica, dedicada a las confesiones. De ahí le viene su advocación, puesto que según la Iglesia católica, el acto de la confesión es un acto de reconciliación con Dios. La capilla es sombría al contrario que el resto de la Basílica, en la que destaca su luminosidad. El Cristo aparece iluminado por un foco de luz que resalta su anatomía y las congestiones de la tortura, por lo que la escenografía causa un sentimiento conmovedor en los creyentes. Esta capilla y el Cristo es muy visitado por los fieles. 
El Santísimo Cristo de la Reconciliación es la única talla religiosa que se venera en la Basílica tras la propia imagen de la Virgen de Candelaria, patrona de las Islas Canarias.

## Procesión

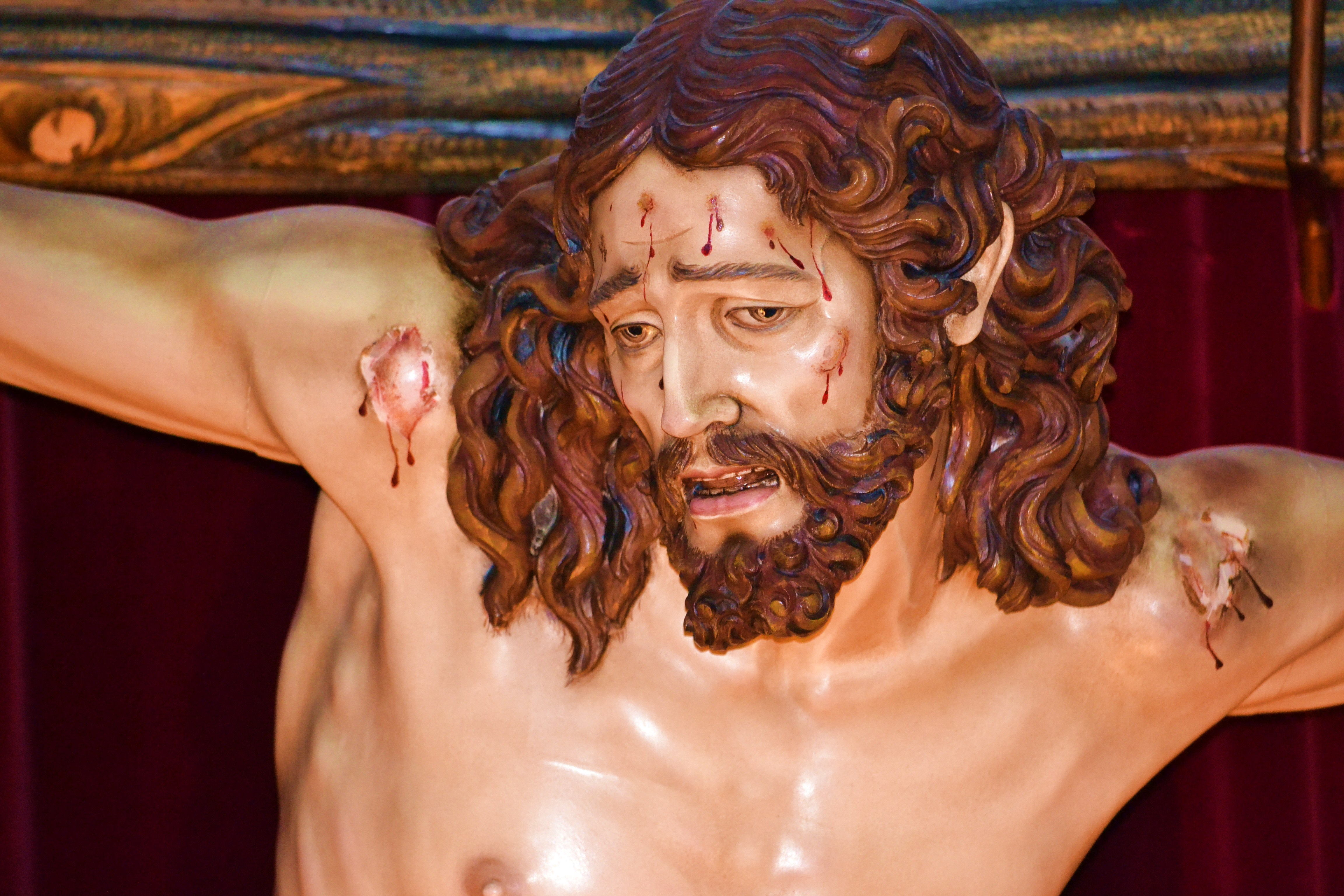
Rostro de la imagen

Si bien la imagen del Cristo no fue originalmente realizada para procesionar, sin embargo, debido a la devoción popular que despierta, comenzó a salir en procesión en la primera década del siglo XXI en Semana Santa. 
Inicialmente salía en la tarde del Viernes de Dolores alrededor de la plaza de la Patrona de Canarias en un sencillo pero solemne Viacrucis. Desde el año 2014, se trasladó el día de su procesión a la tarde del Viernes Santo realizando el mismo itinerario y acompañado por la imagen de la Virgen de los Dolores de la Parroquia de Santa Ana de Candelaria. Para esta ocasión, el Cristo es colocado recostado en unas andas procesionales de madera y hierro.

## Curiosidades
La imagen del Cristo de la Reconciliación fue portada de la revista pseudocientifica Más allá de la Ciencia del mes de abril del año 2015.